# Joseph W. Brown
Joseph White Brown (Contea di Bucks, 26 novembre 1793 – Toledo, 9 dicembre 1880) è stato un generale statunitense.

## Biografia
Proveniente da una famiglia di coloni quaccheri, era fratello minore del maggior generale Jacob Brown, il fondatore di Brownville, nello Stato di New York. Anche Joseph W. Brown si occupò della colonizzazione verso ovest, fondando assieme a sua moglie Cornelia, al cognato Musgrove Evans, al cugino Austin E. Wing e una dozzina di altri pionieri la città di Tecumseh, attualmente in Michigan, nel 1824.
Da Tecumseh Brown tracciò una linea che passava per Detroit, Ypsilanti, Saline, Jonesville, White Pigeon, Niles, Michigan City e Chicago che, percorrendola con i treni d'epoca, avrebbe richiesto a una persona quattro giorni e mezzo per essere percorsa (in caso di turbolenze, anche fino a sei). Le tappe Saline e Jonesville erano le più ravvicinate; comunque era necessario che i passeggeri passassero la notte a Tecumseh, dove Brown costruì una grossa pensione che chiamò Peninsular House, arricchendosi notevolmente.
Come colono di spicco del Michigan il presidente degli Stati Uniti Andrew Jackson gli diede autorità militare sull'intero territorio, e per questo il generale Brown fu coinvolto nei vari conflitti sulla frontiera, come la guerra di Falco Nero e la guerra di Toledo. Specialmente durante la guerra di Toledo si associò al governatore del Michigan Stevens Mason, col quale affrontò l'"aggressione" dei coloni dell'Ohio per la sovranità sulla cittadina di Toledo. Il generale Brown mantenne comunque l'ordine, e grazie anche alla sua capace gestione la disputa non degenerò in un bagno di sangue.
Dopo la risoluzione del conflitto si trasferì proprio a Toledo, dove morì nel 1880. Anche suo figlio Egbert B. Brown seguì la carriera militare, divenendo generale come il padre.